# Pět cest do Eda

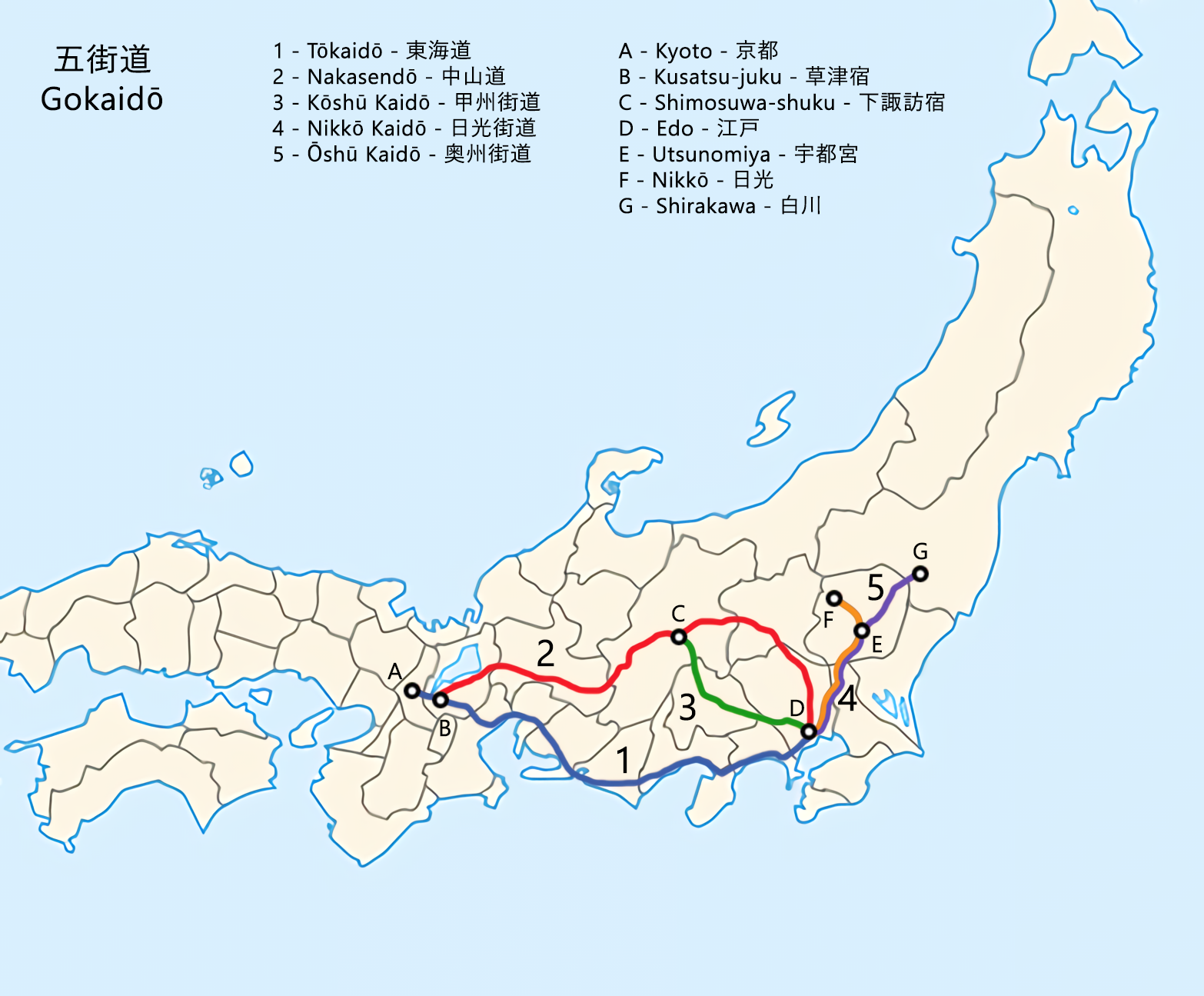

Pět cest do Eda (japonsky 五街道, Gokaidó), někdy označované také jako „pět dálnic“ nebo „pět hlavních cest“, bylo pět centrálně spravovaných cest neboli kaidó, které vznikly nebo byly významně rozšířeny v období Edo (1603-1867) a které spojovaly faktické hlavní město Edo (sídelní město šógunů Tokugawa) s vnějšími provinciemi. Z Eda vedly tři cesty na západ do Kjóta, kde sídlil císař. Dvě cesty vedly z Eda na sever, jedna do Nikkó a druhá do Širakawy.
Iejasu Tokugawa zahájil rozsáhlou stavbu a zdokonalení těchto pěti tras, aby zvýšil svou kontrolu nad zemí již v roce 1601, ale za hlavní trasy je prohlásil až Iecuna Tokugawa, čtvrtý šógun Tokugawského šógunátu. Podél trasy byly zřizovány poštovní stanice, kde si cestovatelé mohli odpočinout a nakoupit zásoby. Trasy vzkvétaly i díky politice sankin kótai, která vyžadovala, aby daimjó pobývali každý druhý rok v Edu, kde musely žít i jejich rodiny. 

## Historie

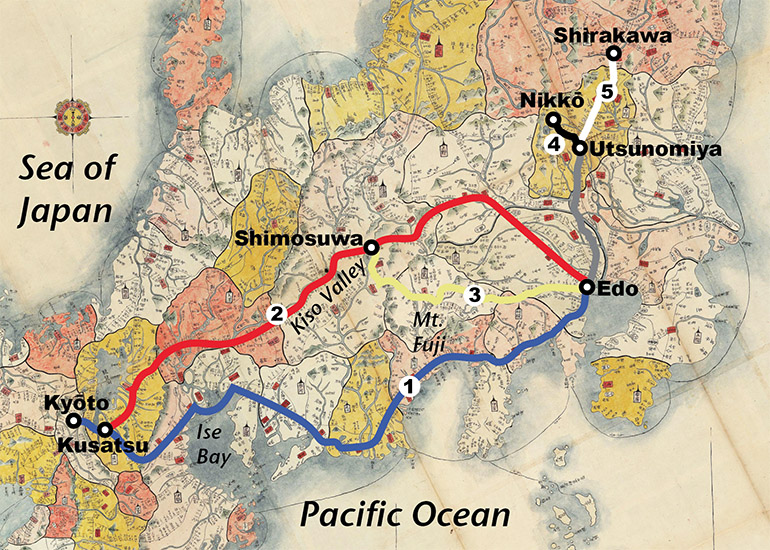
Pět cest do Eda (Gokaidó): 1. Tókaidó; 2. Nakasendó; 3. Kóšú-kaidó; 4. Nikkó-kaidó; 5. Óšú-kaidó.

Různé cesty, které utvořily těchto pět cest, existovaly v určité podobě ještě předtím, než se staly oficiálními. Iejasu Tokugawa začal na posílení významu těchto cest pracovat krátce poté, co se stal šógunem. Oficiální vytvoření pěti cest začalo tím, že šógunát převzal vládní kontrolu nad poštovními stanicemi podél stávajících tras.  Před tímto zásahem poskytovaly poštovní stanice cestujícím místa k odpočinku a provozovaly kurýrní systém. Po oficiálním převzetí šógunát požadoval, aby tyto stanice poskytovaly přednostní zacházení těm, kteří se vydali na oficiální cestu. Jinak byly nuceny ukončit činnost. Ve čtyřicátých letech 16. století šógun Iemicu Tokugawa zrušil všechny stanice kromě těch nejnutnějších, což byla poslední významná změna během období Edo.

## Cestování
Vedle poštovních stanic vláda vytvořila systém kontrolních stanic podél pěti cest do Eda. Na rozdíl od poštovních stanic, které sloužily cestujícím, kontrolní stanice plnily regulační funkci a kontrolovaly pohyb osob a zboží. Některé z těchto stanic sloužily k prevenci obchodování se střelnými zbraněmi, zajišťovaly dodržování různých pravidel a zásad týkajících se sankin kótai a kontrolovaly doklady cestujících. V 17. století bylo vytvořeno 53 kontrolních stanic.
Šógunát také koordinoval celkové úpravy na všech pěti hlavních cestách. Pět státních silnic udržovali námezdní dělníci (práceschopní muži ve věku 15 až 60 let), což šógunát vyžadoval od domén podél silnic, a to z měst nebo vesnic, ve kterých byly kontrolní nebo jiné stanice. Silnice byly srovnány a rozšířeny, v průměru byly široké 5,5 až 7,3 metrů. Strmější úseky byly vydlážděny hrubým kamenem. Podél cest byly vysázeny stromy (především cedry a borovice) a na mnoha místech byly vykopány odvodňovací příkopy. Na každém ri  byly umístěny značky označující vzdálenost od výchozího bodu v Nihonbaši. 
Přestože pět cest překonávalo mnoho vodních toků, bylo postaveno jen málo mostů. Místo toho byly zavedeny převozní lodě. Mělké řeky se brodily. Páni, dámy a bohatí lidé byli převáženi v nosítkách, chudší cestující byly přenášeni na otevřených plošinách, nechávali se nosit na zádech nebo se přebrodili sami. Když se řeky příliš rozvodnily, čekali cestující ve stanicích na obou březích někdy i několik dní nebo týdnů než voda opadla.

### Stanice
Od období Heian (794–1185) určovala ústřední vláda podle čínského vzoru  na důležitých cestách města jako stanice (宿駅, šuku-eki). Na těchto stanicích byly pro cestující k dispozici dopravní služby – nosiči a spřežení, kteří přepravovali náklad do další stanice. V Číně byly stanice od sebe vzdáleny asi 117 km (30 li); v Japonsku, kde byly cesty kratší, ale hornatější, byly stanice od sebe vzdáleny v průměru asi 19 km. Hlavní funkcí těchto stanic bylo poskytování štafetových koní, budovy stanic nicméně poskytovaly cestujícím také nocleh.
Po období Heian se s oslabením centrální vlády systém státních silnic na několik staletí rozpadl. 
V období Edo, po sjednocení Japonska pod vládou šógunátu Tokugawa, byla obnovena praxe určování měst zodpovědných za poskytování cestovních služeb. Taková města se nazývala šuku-ba-mači (宿場町) nebo zkráceně šuku (宿). Výměnou za takové služby města získala částečné osvobození od daní z pozemků a také získala příspěvky pro úředníky, kteří na tyto služby dohlíželi.

### Hostince

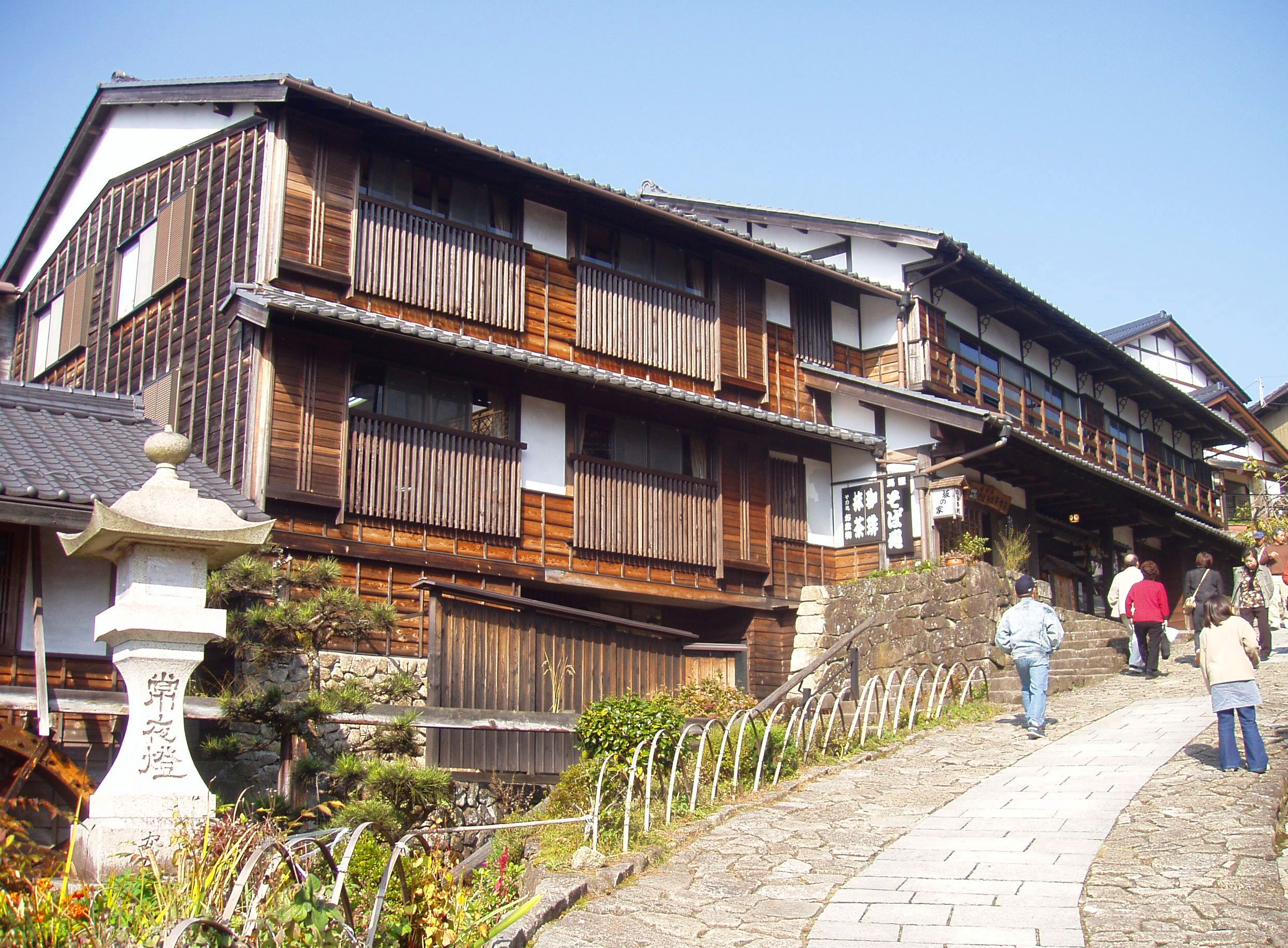
Magome-juku, 43. stanice na Nakasendó.

Stanice na Gokaidó musely mít alespoň jeden hondžin (本陣), ubytovací zařízení, kde zdarma přebývali vysoce postavení vládní úředníci, daimjó. Stanice také musely mít waki-hondžin (脇本陣, „podpůrný hondžin“), kde byl ubytován doprovod, který úředníky a daimjó na jejich cestách doprovázel. Takový hostinec byl často sídlem starosty vesnice nebo nejbohatšího člověka v obci. Jeho  majitel měl povoleno si u vchodu do svého sídla postavit bránu.
S tím, jak se v období Edo rozšířilo cestování obyčejných lidí, přibývalo i placených ubytovacích kapacit pro jejich ubytování. Takovým hostincům se říkalo hatago (旅籠, doslova „cestovní družstvo„). Roku 1843 bylo na malé stanici jakou byla Hara (stanice č. 13 na Tókaidó) 16 takových hostinců, zatímco na velké stanici, jakou byla Mija (stanice na Tókaidó č. 41), jich bylo 248.
Na stanicích byly také obchody, kde se prodávaly potraviny, čaj a cestovní potřeby (sandály, pláštěnky a slaměné klobouky), stejně jako místní speciality, které se konzumovaly na cestách nebo se nosily domů jako dárky.

### Doprava
Dopravní služby na stanicích byly umístěny ve skladištích (問屋, ton-ja nebo toi-ja), kde bylo možné uložit zavazadla a kde byli k dispozici nosiči a koně pro jejich přepravu na další stanici. Stejně jako dělníci, kteří se starali o údržbu silnic, byli i pracovníci v dopravě odvedeni do armády. Služby byly pro cestující za šógunátem zdarma, pro ostatní vládní úředníky a pány za pevně stanovenou sazbu a pro běžné lidi za smluvní sazbu.

### Kontrolní stanoviště
Cestující a náklad byli kontrolováni a prohlíženi u závor (関, seki) zřízených na strategických místech. Na těchto kontrolních stanovištích šógunátní úředníci sledovali podezřelý pohyb osob a zboží, zejména se ale zaměřovali na přepravu zbraní do Eda bez povolení. Když v rámci politiky sankin-kótai šógunát nařídil, aby manželky všech daimjó i s dětmi zůstaly v Edu jako rukojmí (po dobu pobytu jejich manželů v domovské provincii), kontrolovala tato stanoviště také, zda manželky a děti neopouštějí Edo bez povolení.

### Značení
Výchozím bodem vládních silnic byl ukazatel na Nihonbaši (Japonský most) v centru města Edo. Odtud byly po obou stranách silnic umístěny mohyly v pravidelných intervalech až k cílovým stanicím. Mohyly se nazývaly iči-ri-zuka (一里塚). Mohyly byly obvykle ~2,7 metru vysoké, měly průměr ~4,6 metru a byly osázeny vegetací.
Praxi označování vzdáleností pomocí iči-ri-zuky zavedl Hidejoši Tojotomi (1537–1598), který vládl Japonsku jako regent císaře před vznikem šógunátu Tokugawa.

## Cesty

#### Tókaidó
Východní přímořská cesta, 東海道, Tókaidó, byla dlouhá 492 km, měla 53 stanic a vedla z Eda do Kjóta podél jižního pobřeží ostrova Honšú.

#### Nakasendó
Středohorská cesta, 中山道, Nakasendó, rovněž spojovala Edo a Kjóto, ale vedla přes centrální hory Honšú. Silnice dlouhá 526 km, měla 69 stanic a byla také nazývána Kiso-kaidó (silnice Kiso) podle svého nejznámějšího úseku, starobylé obchodní cesty vedoucí údolím Kiso. Nakasendó se spojila s Tókaidó ve stanici Kusacu u Kjóta a obě silnice odtud pokračovaly po stejné trase přes Ócu do Kjóta.

#### Kóšú-kaidó
Hlavní cesta Kóšú, 甲州街道, Kóšú-kaidó, vedla mezi městy Edo a Šimosuwa, v provincii Šinano. Silnice Kóšú o délce 209 km měla 45 stanic a vedla z Eda na východ přes provincii Kai.

#### Óšú-kaidó
Hlavní cesta Óšú, 奥州街道, Óšú-kaidó, vedla nejprve z Eda spolu s Nikkó-kaidó do Ucunomija, odkud pokračovala do Širakawy, hradního města v provincii Mucu. Celková délka činila 192 km a na cestě bylo 21 stanic.

#### Nikkó-kaidó
Hlavní silnice Nikkó, 日光街道, Nikkó-kaidó, spojovala Edo s Nikkó, kde se v Tóšógú („Palác východního světla“) nachází šintoistická svatyně zasvěcená Iejasu Tokugawovi. Cesta vedla severně od Eda do Ucunomija, pak severozápadně do Nikkó. Její délka činila 147 km a měla celkem 21 stanic.